# Rob Roy (roman)
Pour les articles homonymes, voir Roy et Rob Roy (homonymie).
Rob-Roy (Rob Roy, en édition de langue anglaise) est un roman historique de l'auteur écossais Walter Scott. Il paraît en 1817 sous la signature « l'auteur de Waverley, Guy Mannering et L'Antiquaire ».
C’est une œuvre réaliste où l’activité économique joue un rôle important. Voulant sauver l'entreprise familiale de la ruine, un jeune Londonien se rend dans une Écosse en proie à la crise qui précède la rébellion jacobite de 1715. Sa recherche d'un cousin scélérat lui fait croiser la route du hors-la-loi Robert MacGregor, dit Rob-Roy, lié aux jacobites, et qui a lui aussi un compte à régler avec ce cousin.
Le livre est un des plus grands succès de Scott.

## Genèse
À la fin de l'année 1816, Scott s'est écarté de son éditeur écossais Constable en publiant la première série des Contes de mon hôte (Le Nain noir et Les Puritains d'Écosse) chez le londonien Murray et son correspondant d'Édimbourg Blackwood. Il a pour la circonstance changé de nom de plume, renonçant à « l'auteur de Waverley » pour devenir Jedediah Cleishbotham.
Au début de l'année 1817, il publie Harold l'Intrépide, son dernier long poème. Mais sa gloire de poète est maintenant éclipsée par le phénoménal succès de ses romans, et il va se consacrer essentiellement à la prose. Mécontent de Blackwood, il décide de confier son sixième roman Rob-Roy à Constable, en reprenant la signature « l'auteur de Waverley ».
En juillet, il part en repérage, visitant sur la rive orientale du Loch Lomond la caverne de Rob Roy et Glen Falloch. Il visite aussi la cathédrale de Glasgow. 
Il commence à écrire en août. Son travail est retardé par des accès de violente souffrance (probablement des calculs biliaires) qu'il s'efforce de soulager par la diète, par la saignée et par de fortes prises de laudanum. Il ne termine son roman que début décembre.

### Publication
Rob Roy paraît en trois volumes le 30 décembre 1817, sous la signature « the Author of Waverley, Guy Mannering, and The Antiquary » :
- à Édimbourg, chez Archibald Constable and Co ;
- à Londres, chez Longman, Hurst, Rees, Orme, and Brown[2].

En 1831, dans l'édition Magnum Opus, Scott fait précéder le roman d'une introduction de 135 pages consacrée à celui qui donne son nom au livre, le hors-la-loi Robert MacGregor, dit Rob Roy. Il y fait le partage entre Histoire et légende.

## Époque et lieux du roman

Localisation du district de Stirling, où se trouve « le pays de Rob Roy ».

Le récit se déroule en 1715. Le jeune héros se trouve d'abord à Bordeaux, puis à Londres. Il est exilé par son père dans les monts Cheviot, au nord du Northumberland, à la frontière de l'Écosse. Il se rend ensuite dans l'est de l'Écosse, à Glasgow, la capitale économique.

### « Le pays de Rob Roy »
Il part en expédition aux confins des Highlands, dans le district de Stirling, où se trouve « le pays de Rob Roy » que Scott décrit comme « le territoire montagneux et désert situé entre le Loch Lomond, le Loch Katrine et le Loch Ard ». Deux épisodes se passent dans le clachan (hameau) d'Aberfoyle (Aberfoil, dans le roman). L'attaque de Helen Campbell a lieu sur les bords du Loch Ard. C'est en traversant le Forth que Rob Roy s'évade.

## Cadre historique
En 1707, l’acte d’Union met fin à l’indépendance de l’Écosse, et donne naissance à la Grande-Bretagne. En 1714, le protestant George de Hanovre accède au trône. En Écosse, surtout dans le nord, les rancœurs nationalistes et le changement de dynastie créent une situation explosive. Depuis l’acte d’Union, les impôts augmentent, les alcools sont taxés, tandis que l’ouverture du commerce écossais au marché américain se fait attendre. Dans le nord, les populations sont trop nombreuses pour des ressources trop maigres, tandis que le sud est actif et moderne.  Aux querelles entre jacobites et hanovriens s’ajoutent les haines entre Highlanders et Lowlanders, et se mêlent des discordes héréditaires dont les causes sont inexplicables.
Depuis 1689, les souverains achetaient le calme en accordant des pensions aux chefs de clans — permettant à ceux-ci de subvenir aux besoins des affamés. Mais depuis l’avènement du roi George, ces pensions ne sont plus versées. Les chefs ne peuvent plus soutenir leurs clans.
La crise personnelle que traverse le narrateur vient en contrepoint de la crise historique précédant la rébellion jacobite de 1715. C’est la crise qui intéresse Scott, plus que son dénouement. C’est elle qui fournit le sujet du livre. La rébellion et son écrasement ne sont que rapidement évoqués dans les dernières pages.

## Résumé

### Dans les monts Cheviot
En 1715, Frank Osbaldistone refuse de se destiner au commerce et à la succession de son père, riche négociant londonien. Le jeune homme est alors déshérité au profit de Rashleigh, un cousin qu'il ne connaît pas. Il est de plus exilé dans la famille de ce dernier, à Osbaldistone Hall, dans les monts Cheviot.
Créatures frustes partageant leur temps entre chasse et orgies, son oncle et ses cousins perpétuent la tradition aristocratique de la famille. Seul Rashleigh est fin, cultivé, très capable, mais il est également un sordide et jaloux intrigant. L’amertume du séjour est atténuée par la présence de la lumineuse Diana Vernon, amazone au franc-parler sidérant.
Injustement accusé d’avoir détroussé un agent du gouvernement, Frank est tiré d’affaire par l’intervention d’un certain Robert Campbell.
Frank s’interroge sur l’atmosphère de mystère qui entoure la si franche Diana, sur les liens troubles qu’elle entretient avec le révulsant Rashleigh et avec un inconnu fantomatique dont on sent la présence dans le château.
Rashleigh s’en va prendre à Londres la place de Frank. Les rênes de l’affaire lui sont confiés temporairement. Il en profite pour soustraire des effets de la caisse, mettant en péril la maison Osbaldistone et Tresham. Il s’enfuit en Écosse.

### À Glasgow

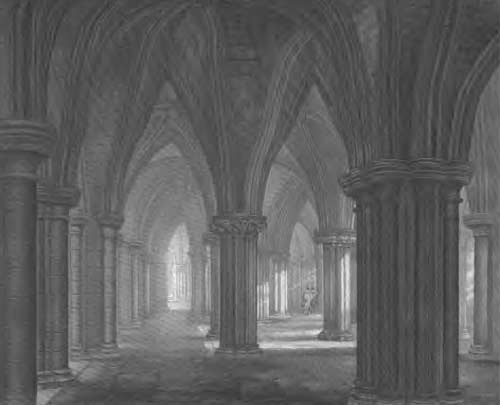
La crypte de la cathédrale de Glasgow, où Frank est approché par Rob-Roy.

Alerté, Frank se rend à son tour en Écosse, à Glasgow, pour y rejoindre Owen, le premier commis de son père, qui tente de sauver la situation. C’est Robert Campbell qui permet à Frank de retrouver le commis :  le malheureux a été jeté en prison par des créanciers locaux. Il n’est délivré que par l’intercession d’un plus humain et plus avisé partenaire, le bailli Nicol Jarvie.
Frank retrouve également Rashleigh, avec qui il se bat en duel. Les choses vont mal tourner pour Rashleigh, lorsque le bras de Frank est arrêté par Robert Campbell, toujours lui. Ce Campbell est en réalité Robert MacGregor, dit Rob-Roy, marchand de bestiaux ruiné, devenu chef de hors-la-loi.

### Au pays de Rob-Roy
Frank, accompagné de son domestique et de Nicol Jarvie, se rend aux confins des Highlands pour tenter de remettre la main sur les effets dérobés à son père. Mais, dans l’auberge d’Aberfoil, à la suite d'une méprise, tous trois sont arrêtés et emmenés par les « habits rouges ». Sur les bords du loch Ard, la petite troupe tombe dans une embuscade tendue par des femmes, des vieillards et des enfants conduits par Helen Campbell, la farouche épouse de Rob-Roy.
L’implacable Helen se propose d’exécuter les quelques soldats survivants, ainsi que leurs trois prisonniers. Le sauvage supplice du douanier Morris leur donne un avant-goût de ce qui les attend. Mais Helen apprend que, sur trahison de Rashleigh, son mari a été capturé (Rashleigh, conspirateur jacobite, a trahi les jacobites à grande échelle). Alors, accordant un sursis à Frank, elle le charge de porter un message lourd de menaces aux geôliers de Rob, lequel doit être pendu le lendemain.
Mettant à profit la traversée du gué d’Avondow, Rob-Roy s’enfuit à la nage. Frank, soupçonné de l’avoir aidé, préfère s’éclipser. Il se retrouve de nuit, à pied, sur la route d’Aberfoil. Il a la surprise d’y rencontrer deux cavaliers. L’un d’eux est Diana Vernon, qui lui remet les effets dérobés par Rashleigh. L’autre est un inconnu, ce qui suscite la jalousie de Frank. Les deux cavaliers poursuivent leur chemin.

### La rébellion
À Glasgow, Frank retrouve son père et Owen. Tous trois regagnent précipitamment Londres, car la rébellion se déclenche. Frank part combattre dans les troupes gouvernementales du général Carpenter.
La rébellion écrasée, Frank apprend la mort de son oncle et de cinq de ses cousins. Il hérite d’Olsbadistone Hall, car son oncle l’a couché sur son testament — n’accordant qu’un shilling à Rashleigh, en raison de sa traîtrise. Frank découvre que Diana et son conspirateur de père se cachent dans le château. Rashleigh les fait arrêter tous les trois, mais Rob-Roy et ses Highlanders interviennent et Rob-Roy tue Rashleigh. Le père de Diana a mal supporté toutes ces aventures. Il va mourir. Frank va donc pouvoir arracher Diana au couvent auquel ce père s’obstinait à la promettre.

## Personnages

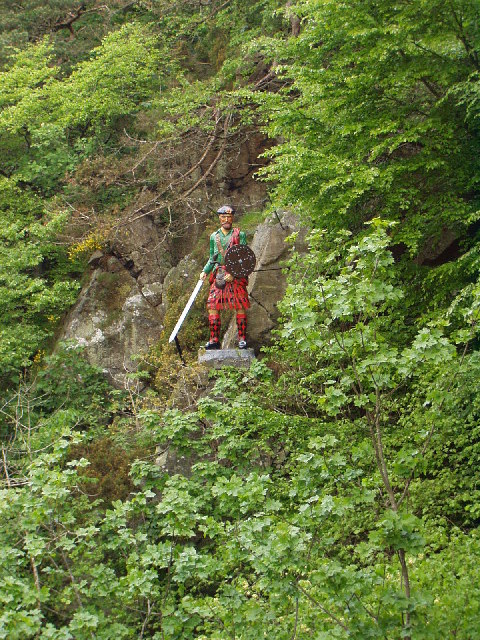
Statue de Rob Roy.

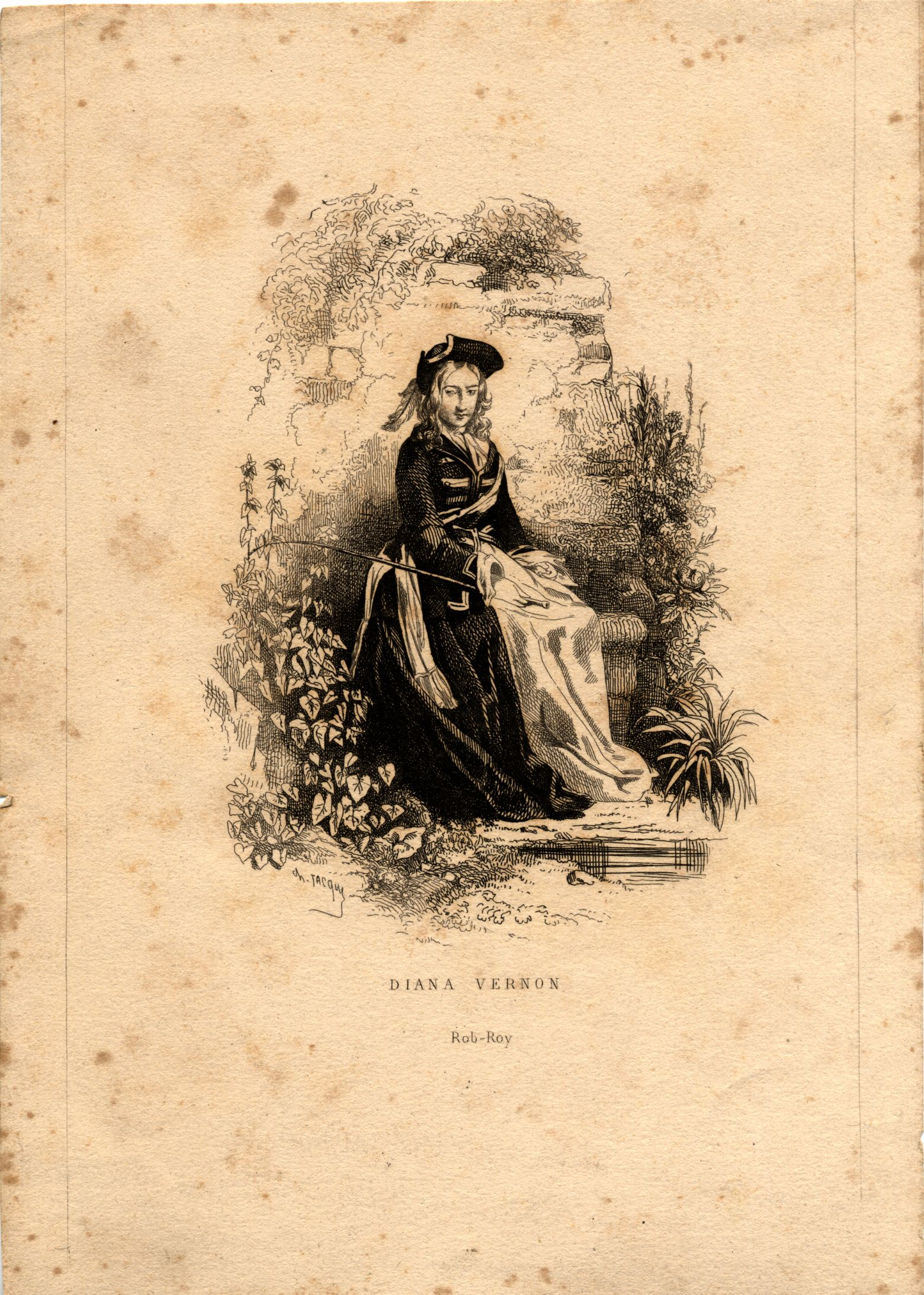
Diana Vernon en méditation

- Francis (Frank) Osbaldistone, le narrateur anglais, vingt-deux ans. Il n’a rien du fade et irrésolu Waverley. Orgueilleux, obstiné, parfois emporté, Frank sait ce qu’il veut. Presbytérien et hanovrien, il aime certes une jeune fille catholique et jacobite, il n’est certes pas dénué de compassion pour les insurgés, il veille certes à la sûreté de ceux qui lui demandent asile, mais il n’embrasse pas leur cause pour autant. Partisan décidé du gouvernement, il reste fidèle à sa religion et au roi George, se portant volontaire pour combattre l’insurrection[12].
- William Osbaldistone, père de Francis, aristocrate du Northumberland, déshérité et chassé par son propre père pour avoir choisi la voie du commerce. Habile, hardi, entreprenant, imaginatif, énergique, il est devenu un riche négociant de Crane Alley, à Londres.
- Joseph Owen, premier commis de la maison Osbaldistone et Tresham. Grave et sérieux, un petit air d’importance où perce la bonté. S’exprime en termes comptables dans la conversation courante.
- Morris, jaugeur sur le port de Geenock, à l’embouchure de la Clyde. Poltron. « Animal à deux pieds, avec une tête d’oie et un cœur de poule. »
- Robert MacGregor, alias Robert Campbell, alias Rob-Roy (Robert le Roux), figure historique. Highlander, marchand de bestiaux ruiné. Devenu chef de bande, il rackette les éleveurs des Lowlands. Il a partie liée avec les jacobites, mais il est surtout « de son propre parti » : les grands se méfient de lui, et il se méfie des grands. N’étant pas cruel de nature, il évite les exactions qui pourraient lui attirer des haines inutiles. Il fait souvent preuve de clémence et de générosité, ce qui lui vaut une réputation de Robin des Bois.
- Diana Vernon, dix-huit ans, de père anglais et de mère écossaise, nièce de sir Hildebrand Osbaldistone. Catholique. Enjouée, fine, simple. Élevée comme un garçon parmi ses rustres de cousins, elle a développé une étonnante personnalité faite d’indépendance d’allure, de vivacité d’esprit et de solide franchise. Elle est néanmoins entourée de mystère, car c’est une conspiratrice jacobite. Par ailleurs, un arrangement de famille l’oblige ou à entrer au couvent ou à épouser un Osbaldistone — Thorncliff ayant été désigné par sir Hildebrand.
- Sir Hildebrand Osbaldistone, chasseur enragé, grand mangeur et grand buveur. Catholique. Frère cadet du père de Frank, il a hérité du titre et du domaine lorsque son aîné a été chassé. Malgré la brusquerie de ses manières, en dépit de son ton rustique et grossier, il n’a pas mauvais fond.
- Thorncliff Osbaldistone, fils de sir Hildebrand. Campagnard sans la moindre éducation. Brusque, ombrageux et querelleur. Il est destiné à épouser Diana, qu’il n’aime pas mais qu’il considère comme sa propriété. Aussi est-il jaloux de la faveur de Frank auprès de la jeune fille.
- Rashleigh Osbaldistone, vingt-deux ans, le plus jeune des six fils de sir Hildebrand. D’abord destiné à l’état ecclésiastique, il a étudié au séminaire des jésuites de Saint-Omer. « Personnage satanique[13] », d’une méchanceté absolue. Hideux, intelligent, fier et ambitieux, séducteur envoûtant, perfide, haineux, scélérat, jaloux, hypocrite, traître. Conspirateur jacobite, mais surtout « abominable scélérat[14] ».
- Les quatre autres fils de sir Hildebrand sont lourds et raboteux comme les pierres de Stonehenge : Percy est ivrogne, John homme des bois, Dick ne vit que pour les chevaux et Wilfred est sot.
- Andrew Fairservice, Écossais de la paroisse de Dreepdayly (à quelques miles à l’ouest de Glasgow), où l’on fait venir les choux sous cloche. Presbytérien. Jardinier d’Osbaldistone Hall, puis domestique de Frank. D’humeur caustique, anti-Anglais, adversaire de l’acte d’Union : si un cheval se déferre, c’est la faute à l’acte d’Union. Calamiteux, il a toujours la langue trop longue. Impertinent, importun, opiniâtre, exaspérant, couard, égoïste, il possède l’art d’affecter le plus grand attachement pour son maître. Contrebandier à ses heures. Poète à ses heures : « Un chou-fleur est si brillant au clair de lune qu’il ressemble à une dame parée de diamants. »
- La vieille Marthe Simpson, femme de charge d’Osbaldistone Hall. Bien que préférant le vin, elle est flattée que Diana l’invite à prendre le thé pour jouer les chaperons, lors d’entrevues tardives avec Frank.
- Le squire Inglewood, jacobite blanchi. Mangeur et ivrogne, il exerce avec indolence les fonctions de juge de paix.
- Joseph Jobson, protestant, hanovrien, cupide et corrompu, clerc d’Inglewood.
- MacCallum More, duc d’Argyle, figure historique. Chef du clan Campbell, il protège dans une certaine mesure les débris du clan MacGregor[15]. Il a du crédit à la Chambre des lords car, n’appartenant à aucun parti, il souffle le chaud et le froid. Il y fait des discours éloquents et énergiques contenant principalement l’éloge de sa famille et de son clan, ainsi que des compliments sincères qu’il s’adresse à lui-même. Scott en tracera un portrait plus fouillé dans son roman suivant, Le Cœur du Midlothian.
- MacVittie et MacFin, négociants de Gallowgate, à Glasgow, correspondants de la maison Osbaldistone et Tresham. Serviles et déférents quand tout va bien. Intransigeants et agressifs à la première alerte.
- Dougal Gregor, Highlander aux ordres de Rob-Roy. Enfermé à la prison de Glasgow, il séduit par son air de franchise et de simplicité, à tel point qu’on lui confie la fonction de porte-clefs.
- Bailli Nicol Jarvie. Banquier, magistrat, négociant de tissus en gros de Salt Market, à Glasgow.  Écossais des Lowlands, whig. Pointilleux, dur en affaires, industrieux. Plein de son mérite, mais franc et simple. Si ses manières manquent un peu de délicatesse, le fond de son cœur est excellent. Hâbleur, d’une verve imagée : « ... bâillant de temps en temps comme si j’avais voulu avaler l’église de Saint-Enoch ». Cousin éloigné de Rob-Roy.
- Mattie, servante de Nicol Jarvie, orpheline, petite-cousine du laird de Limmerfield.
- Helen Campbell, épouse de Rob-Roy. Terrible femme, rude, sombre, fière, résolue, inflexible, belliqueuse. Jacobite. Elle hait ce qui n’est pas des Highlands, et particulièrement ce qui est anglais.
- Jeannie MacAlpine, aubergiste du clachan (hameau) d’Aberfoil. Native du comté de Lennox, dans les Lowlands. « Une honnête femme, dit-elle,  vivrait plus tranquille en enfer qu’aux frontières des Highlands. » Sa hutte misérable est pourvue de deux portes : l’une pour les humains, l’autre pour les animaux (poules, chevaux, chèvres, vaches, cochons mêlés) ; ce qui, dans son hameau, fait qualifier Jeannie d’orgueilleuse.
- Allan Iverach, Highlander, chef d’un clan de l’ouest. Ennemi de Rob-Roy.
- Inverashalloch, Highlander, chef d’un clan de l’ouest. Ennemi de Rob-Roy qui a tué, à Invernenty, Duncan MacLaren, son cousin au septième degré.
- Duncan Galbraith de Garschattachin, Écossais des Lowlands, major de la milice du comté de Lennox. Il s’estime loyal à la fois envers le roi Jacques et envers le roi George. Débiteur désinvolte de Nicol Jarvie.
- Duc de Montrose, figure historique. Écossais hanovrien. Important partisan de l'acte d'Union. Une mésentente avec Rob-Roy aurait eu pour conséquence l’expropriation des MacGregor.  Ayant saisi les terres de Rob-Roy, Montrose sera combattu par celui-ci jusqu’en 1722.
- Sir Frederick Vernon, comte de Beauchamp, père de Diana. Anglais, catholique rigide. Conspirateur incorrigible, agent de la maison Stuart. On le croit mort, durant presque tout le livre.

## Accueil
Le succès public du livre est immédiat. Il s'agit d'un des plus grands et des plus durables succès de Scott.
La critique est en général élogieuse.

### Critique des personnages
Certains commentateurs se disent déçus de ce que Rob Roy ne soit pas présenté sous l'allure d'un hors-la-loi plus impressionnant et majestueux. Mais on compare souvent Scott à Shakespeare pour ce qui est de la vigueur dans la peinture des caractères — avec mention spéciale à ceux d’Andrew Fairservice et de Nicol Jarvie. Quant à Diana Vernon, elle émerveille aussi bien lecteurs que critiques par sa hardiesse et par sa finesse de vues.

### Critique de l'intrigue
L’intrigue a fait l’objet de critiques concernant son manque d'unité, et une fin quelque peu désinvolte qui voit huit personnages mourir coup sur coup pour permettre à Frank d’être heureux. Scott lui-même reconnaît que le roman — la fin notamment — peut donner une impression de négligence. Il dit s’être trouvé incapable de donner au dénouement sa vraie dimension. Henri Suhamy défend Scott sur ce point, faisant valoir que les morts s’amoncellent vite en période troublée ; et rappelant que, des onze frères et sœurs de Scott, il ne reste plus qu’un survivant (Tom) l’année où Walter écrit Rob-Roy.

### L’avis de Stevenson
Dans son essai Rosa Quo Loquorum, Stevenson détaille ses découragements d’enfant tentant de lire Rob-Roy, mais aussi les étapes de surprise et de bonheur qui ponctuèrent sa découverte du roman. « J’ose affirmer au vu de tout le monde qu’il s’agit là du meilleur roman de Walter Scott, et que Walter Scott n’est pas loin d’être le plus grand des romanciers. »

## Analyse
Rob-Roy est une œuvre réaliste où l’activité économique joue un rôle important,.
Il s'agit du seul roman de Scott écrit à la première personne : le narrateur est Frank. En quête de lui-même, le héros scottien finit par se trouver, au terme d’un parcours qui aura servi de lien : entre la poésie et le monde des affaires, entre l’Angleterre commerçante et l’Angleterre aristocratique, entre la ville et la campagne, entre le présent et le passé, entre l’Angleterre et l’Écosse, entre Highlands et Lowlands, entre catholiques et protestants, entre whigs et tories, entre jacobites et hanovriens.
Devant l’amer constat que « tout change et tout meurt », ce qui importe pour Scott n’est pas de nier le changement ou le progrès, mais de lui survivre, en sauvant du passé ce qui peut être sauvé.

## Traductions

### Premières éditions en français
Traduit par Auguste-Jean-Baptiste Defauconpret, le roman paraît en quatre volumes in-12, en 1818, à Paris, chez Gabriel-Henri Nicolle : Rob-Roy. Par l'auteur des « Puritains d'Écosse », etc.. Une autre édition en quatre volumes in-12 paraît chez Jean-Gabriel Dentu, à Paris, la même année : Robert le Rouge Mac Gregor ou les Montagnards écossais, par l’auteur des Puritains d’Écosse. Le texte y est traduit — selon Joseph-Marie Quérard — par Henri Villemain.
La traduction de Defauconpret est reprise dans les rééditions de Nicolle et de son successeur Charles Gosselin, et dans celle de Lecointe en 1830. Une traduction d'Albert Montémont paraît dans une édition en 27 volumes d'œuvres de Scott (1830-1832) chez Armand-Aubrée, sous le titre Rob-Roy.

### Édition récente
Walter Scott, Waverley, Rob-Roy, La Fiancée de Lammermoor, coll. « Bouquins », Laffont, 1981. Trad. Defauconpret.

## Adaptations
- Un drame, tiré du roman par William Henry Murray, est joué le 27 août 1822 au Theatre Royal d'Édimbourg devant George IV[27].
- De 1817 à 1917, le roman connaît quelque 970 adaptations théâtrales (près de quatre fois plus que celles d’Ivanhoé et de Quentin Durward confondues)[28].
- L'Ouverture de Rob-Roy, d'Hector Berlioz, inspirée du roman, composée en 1831, est exécutée le 14 avril 1833 au Conservatoire de Paris. Elle est reniée par le compositeur[29].
- Rob Roy, film britannique muet en noir et blanc, est tiré du roman de Scott par Arthur Vivian, en 1911, avec John Clyde (Rob Roy MacGregor), Theo Henries (Helen MacGregor) et Durward Lely (Francis Osbaldistone)[30].